# آبراهام (ویرجینیای غربی)
ابراهیم، غرب ویرجینیا (به انگلیسی: Abraham, West Virginia) در ایالات متحده آمریکا است که در ویرجینیای غربی واقع شده‌است.